# Peter Wilcken
Peter Wilcken (* 1742 in Lübeck; † 12. Juli 1819 ebenda) war ein Lübecker Kaufmann und Ratsherr.
Der Weinhändler Peter Wilcken wurde als Ältermann der Kaufleute-Kompagnie 1795 zum Ratsherrn in Lübeck gewählt. Er gehörte dem Lübecker Rat mit der Unterbrechung von 1811 bis 1813 der Lübecker Franzosenzeit, als in Lübeck ein Munizipalrat eingerichtet wurde, bis zu seinem Tode an. Er verbat sich nach der Franzosenzeit im Rat die Ernennung zum Lübecker Bürgermeister.